# Кардаши (Днепропетровская область)
Кардаши (укр. Кардаші) — село,
Дмитровский сельский совет,
Петропавловский район,
Днепропетровская область,
Украина.
Код КОАТУУ — 1223881504. Население по переписи 2001 года составляло 205 человек.

## Географическое положение
Село Кардаши находится на левом берегу реки Чаплина,
выше по течению примыкает село Чумаки,
ниже по течению на расстоянии в 3,5 км расположено село Дмитровка.
Река в этом месте пересыхает. на неё сделана большая запруда.
Через село проходит автомобильная дорога Т-0427.